# Leopold Koppel
Leopold Koppel (Dresden, 20 de outubro de 1854 — Berlim, 29 de agosto de 1933) foi um banqueiro alemão de origem judaica.

## Atividade econômica
Após concluir o ginásio em Dresden, com formação em finança bancáia, Leopold Koppel fundou o banco privado Koppel & Co. Em 1890 mudou o banco para Berlim, onde o mesmo desenvolveu-se com sucesso. Para sede foi escolhido uma localização de destaque: Unter den Linden, nº 52. Em 1906 o banco foi instalado na Pariser Platz, nº 6. Em 1892 Leopoldo Koppel fundou juntamente com o químico Carl Auer von Welsbach a Auergesellschaft, financiada pelo Koppel & Co, presidida por Leopold Koppel. Desta sociedade resultou em 1918 a Osram. Foi paralelamente diretor de diversas outras empresas, dentre estas a Hotel-Betriebs-AG, proprietária dos hotéis berlinenses Bristol, Central e Westminster, bem como da fabricante de locomotivas Arthur Koppel AG, de seu irmão Arthur Koppel (1851-1908). Sua posição de destaque no mundo dos negócios levou-o a ser nomeado Kommerzienrat (1891). Foi também o segundo representante da classe econômica berlinense, e recebeu a Wilhelmsorden. Desde 1891 foi membro da Gesellschaft der Freunde.
Por ocasião das bodas de prata de Guilherme II da Alemanha, fundou em 1905 a Fundação Koppel de Promoção das Relações Espirituais da Alemanha com os Países Estrangeiros (em alemão: Koppel-Stiftung zur Förderung der geistigen Beziehungen Deutschlands zum Ausland), renomeada a partir de 1913 como Fundação Leopold Koppel, com capital inicial de 1 milhão de marcos. Esta fundação apoiou dentre outras a Escola Alemã de Medidicna de Xangai e a Escola Alemã de Tsingtao, bem como a partir de 1913 foi responsável pelo salário de Albert Einstein, o novo membro da Academia de Ciências da Prússia.
Foi senador da Sociedade Kaiser Wilhelm, de 1911 a 1933. Recebeu a Medalha Leibniz de 1917.